# Sunday (Sängerin)

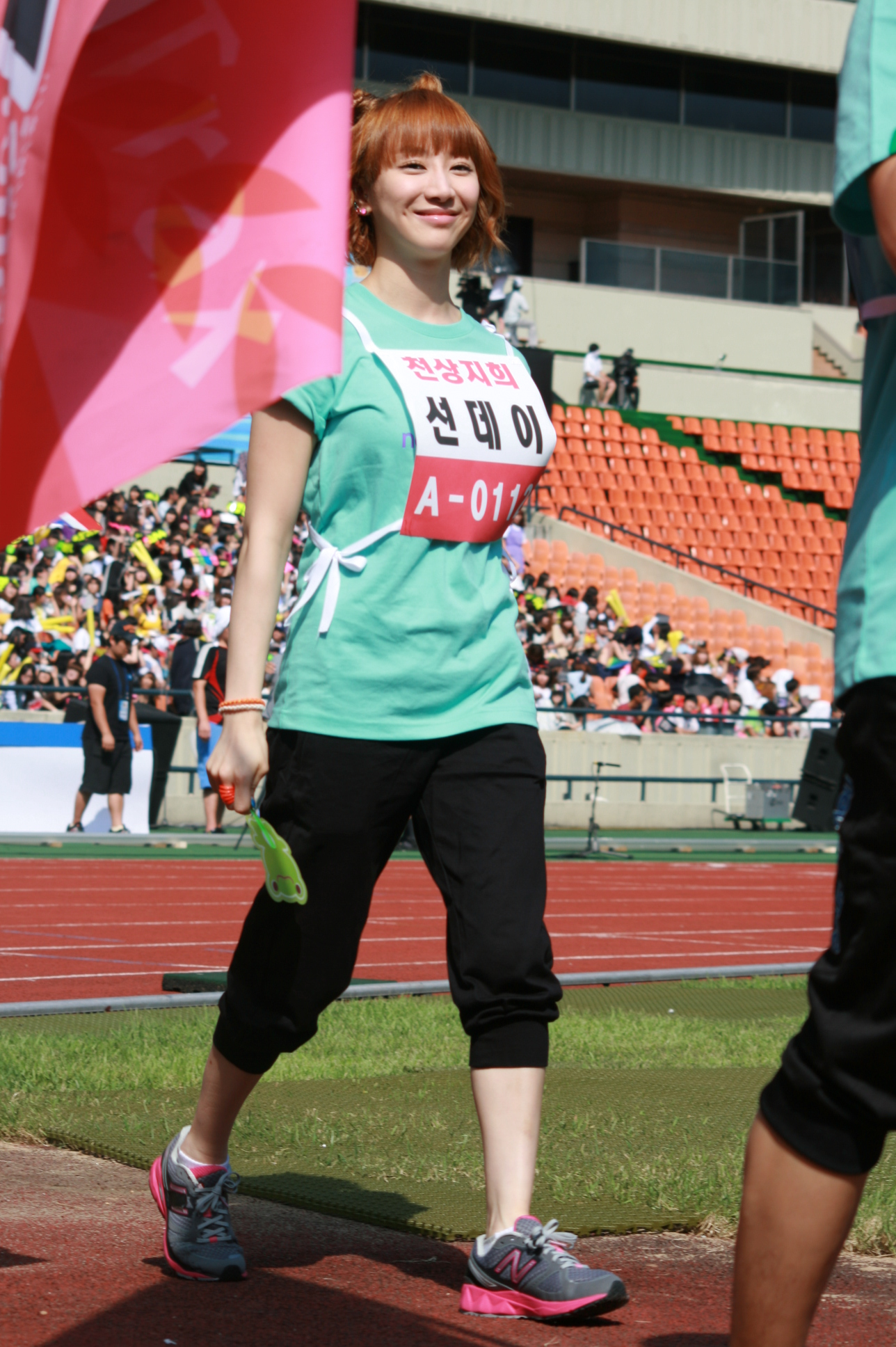
Sunday

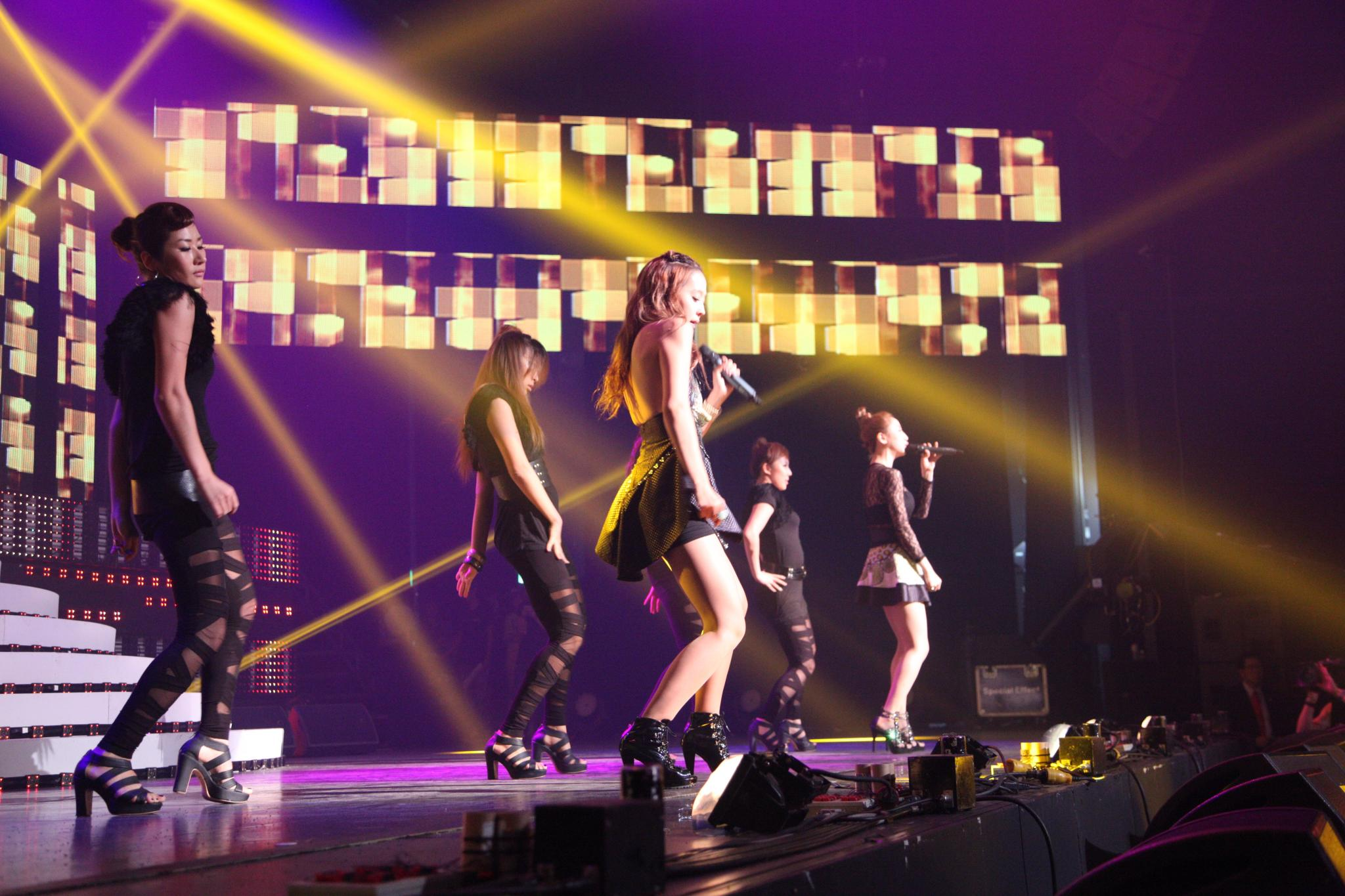
Sunday (hinten mit dem Mikrofon) mit Dana auf dem Cyworld Dream Music Festival.

Jin Bo-ra (* 12. Januar 1987 in Südkorea) ist in Südkorea und Japan bekannt unter ihrem Künstlernamen Sunday. Ursprünglich war sie eine Solo-Sängerin und debütierte 2004 in Japan. Mittlerweile ist sie Gruppenmitglied der südkoreanischen Girlband The Grace, welche 2005 debütierte.

## Karriere
Das erste Mal hörte man von Sunday bei der Plattenfirma SM Entertainment im Jahr 2002, als sie einen Vertrag unterschrieben hatte. Sie wurde dort zu einer Solo-Sängerin ausgebildet und sollte in Japan groß herauskommen. Ursprünglich sollte sie dort unter dem Künstlernamen Bora debütieren. Aufgrund der Ähnlichkeit des Namens mit dem der ebenfalls bei SM Entertainment unter Vertrag stehenden südkoreanischen Sängerin BoA und der daraus resultierenden Verwechslungsgefahr änderte ihre Plattenfirma den Namen in Sunday um.
Damit sie in Japan im Jahre 2004 debütieren konnte, lebte sie zwei Jahre lang in Japan und lernte dort die japanische Sprache. Sie unterschrieb einen Plattenvertrag für Japan bei Avex Trax, wo asiatische Musiklegenden wie Ayumi Hamasaki, BoA, Kumi Kōda, Namie Amuro uvm. zu finden sind. Anschließend veröffentlichte sie am 8. Juli 2004 ihre erste japanische Single Lira no Kataomoi (リラの片想い), welche auf Platz 120 der Oricon-Charts debütierte und sich 1.824 Mal in der ersten Woche verkaufte. Außerdem folgte erst ein Jahr später, am 20. April 2005 die zweite japanische Single, welche Usotsuki Boy (ウソツキBOY) hieß. Diese Single kam deutlich besser in Japan an, sie debütierte auf Platz 87 und verkaufte sich nach fünf Wochen 5.057 Mal. Im selben Jahr entschied sie sich allerdings, mit der Band The Grace weiterzumachen.
Seit 2010 spielt sie auch in einigen Musicals mit, erstmals in der südkoreanischen Version des Musicals Rock of Ages. In diesem Musical waren mehrere bekannte Prominente dabei wie zum Beispiel Dana oder Onew und Jay, einem Mitglied der südkoreanischen Band Trax.
Ende Juni 2011 kündigte SM Entertainment die Rückkehr der Band „The Grace“ in reduzierter Besetzung mit geänderten Bandnamen an. Der neue Name, der nur noch aus den zwei Gruppenmitgliedern Dana und Sunday bestehenden Formation, lautet The Grace: Dana & Sunday. Am 8. Juli 2011 veröffentlichten sie das Musikvideo zur neuen Single „One More Chance“. Die Single wird im Digital-Format seit dem 11. Juli 2011 angeboten.

## Diskografie

### Singles
| Jahr | Titel Album                                                          | Höchstplatzierung, Gesamtwochen, AuszeichnungChartplatzierungen (Jahr, Titel, Album, Platzierungen, Wochen, Auszeichnungen, Anmerkungen) | Höchstplatzierung, Gesamtwochen, AuszeichnungChartplatzierungen (Jahr, Titel, Album, Platzierungen, Wochen, Auszeichnungen, Anmerkungen) | Anmerkungen                                                          |
| Jahr | Titel Album                                                          | KR | JP | Anmerkungen                                                          |
| ---- | -------------------------------------------------------------------- | --- | --- | -------------------------------------------------------------------- |
| 2004 | Rira no Kataomoi –                                                   | — | JP120 (1 Wo.)JP | Erstveröffentlichung: 8. Juli 2004                                   |
| 2005 | Usotsuki Boy –                                                       | — | JP87 (1 Wo.)JP | Erstveröffentlichung: 20. April 2005                                 |
| 2007 | Angels (Rock Version) Billie Jean, Look at Me OST                    | — | — | Erstveröffentlichung: 2007                                           |
| 2007 | I’m In Love Oh Lovers OST                                            | — | — | Erstveröffentlichung: 2007                                           |
| 2011 | Händel: Lascia Ch’io Pianga Operastar 2011 Part.1 (Live)             | — | — | Erstveröffentlichung: 2011                                           |
| 2011 | Strauss II: Die Frühlingsstimmen Op.410 Operastar 2011 Part.2 (Live) | — | — | Erstveröffentlichung: 2011                                           |
| 2011 | Gershwin: Summertime Operastar 2011 Part.3 (Live)                    | — | — | Erstveröffentlichung: 2011                                           |
| 2016 | Still SM Station Season 1                                            | — | — | Erstveröffentlichung: 3. Februar 2016 mit Kim Tae-hyun von DickPunks |

### Musikvideos
- Lira no Kataomoi
- Usotsuki Boy